# Nalles
Nalles (Nals in tedesco) è un comune italiano di 2 097 abitanti della provincia autonoma di Bolzano in Trentino-Alto Adige.

## Geografia fisica
Si trova a 14 km da Bolzano e 16 da Merano. È il comune più a sud del Burgraviato e conta una frazione, Sirmiano (Sirmian). Il suo clima è particolarmente mite.
A Nalles e dintorni abbondano i vigneti, i frutteti ed i roseti, infatti è anche conosciuto come il paese delle rose.

## Origini del nome
Il toponimo è attestato dall'830 e ha probabilmente origine preromana.

## Storia
Nalles era situata sulla famosa strada romana Via Claudia Augusta, come testimoniano i resti di una casa romana scoperta solo nell'autunno del 2005, ed i cui scavi sono in corso dalla primavera del 2006. Secondo le valutazioni preliminari degli esperti, si tratta di un edificio che era già abitato nel sesto o settimo secolo a.C. La casa oltre ad essere dotata di un complesso termale romano, aveva un riscaldamento a pavimento, e l'aria calda era condotta in circolo attraverso un doppio fondo.
Inoltre, è stata scoperta un'abside, e sull'estremità settentrionale di una tomba intatta, è stato rinvenuto lo scheletro di una donna di circa 20 anni, e come corredo, tra l'altro, sono stati trovati orecchini e una serie di perle di vetro.
La parte inferiore del campanile della chiesa parrocchiale di Sant'Ulrico è di oltre 700 anni fa, e negli anni '90 sono stati fatti dei lavori di restauro, e sono state scoperte delle ossa sotto la chiesa, ora accessibili attraverso una lastra di marmo.
Questi ritrovamenti dimostrano che già nel XIII secolo Nalles era popolata, ed in due miniere è stato estratto argento.

### Simboli
Sono le insegne dei Signori di Boymont-Payrsberg che possedevano il Castel Schwanburg ed il Castel Bavaro (Schloss Payrsberg). Lo stemma è stato concesso il 10 ottobre 1967.
Il gonfalone è un drappo inquartato di bianco e di azzurro.

## Monumenti e luoghi d'interesse

### Architetture religiose
- Chiesa di Sant'Udalrico, parrocchiale. La parte inferiore del campanile risale al XIV secolo.
- Chiesetta di Sant'Apollonia.

### Architetture militari
- Castel Schwanburg (Burg Schwanburg) è uno dei più bei castelli della zona, le cui cantine sono le più antiche dell'Alto Adige.
- Castel Bavaro (Schloss Payrsberg), sopra Nalles, ormai ridotto in rovine.

## Società

### Ripartizione linguistica
Gli abitanti sono prevalentemente di madrelingua tedesca:
| %      | Ripartizione linguistica (gruppi principali) |
| ------ | -------------------------------------------- |
| 88,96% | madrelingua tedesca                          |
| 10,31% | madrelingua italiana                         |
| 0,73%  | madrelingua ladina                           |

### Evoluzione demografica
Abitanti censiti

## Amministrazione

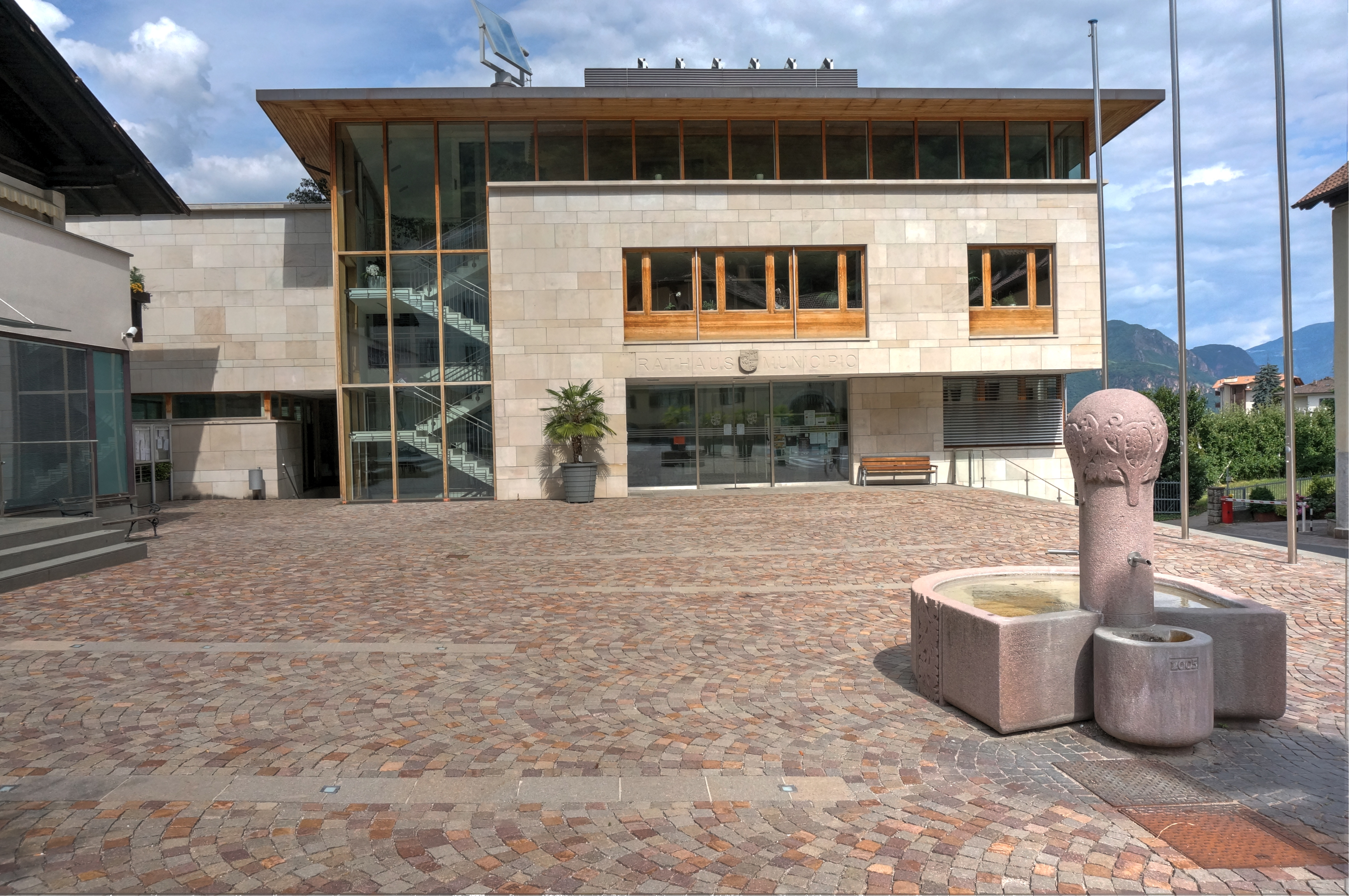
Municipio

| Periodo | Periodo | Primo cittadino | Partito | Carica  | Note |
| ------- | ------- | --------------- | ------- | ------- | ---- |
| 2005    | 2015    | Franz Pircher   | SVP     | Sindaco |      |
| 2015    | 2020    | Ludwig Busetti  | SVP     | Sindaco |      |
| 2020    |         | Franz Pircher   | SVP     | Sindaco |      |